# Hi Cheers!
Hi Cheers!（はいちーず）は、日本の4人組バンドである。所属レーベルは、A-Sketch。メンバー全員がボーカルを務めるのと同時に、作詞・作曲も担当することができる。“Show me your smile”をテーマとして掲げて活動していたが、2023年1月30日、公式ホームページにて解散が発表された。

## 概要
4人は、シンガーソングライター等としてそれぞれ活動する一方、アコースティックセッションユニット「ぷらそにか」に参加していた（「Hi Cheers!」としてのデビューに伴い、2020年8月24日の4周年記念オンラインライブにて4人とも卒業している）。2019年5月3日から「SUPER HEIWA BOYS&GIRLS」として活動。特徴は80年代後半～90年代前半をイメージさせるサウンドやコーラスワークであった。
バンド結成のきっかけは、上野が他の3人に声をかけたことである。Chieと月川による2人組バンド「YABI×YABI」のライブを見た際、上野が2人を誘った。高村は上野と2回目に会ったときに誘われている。高村は言われたら断らないタイプだという。
ボーカルは4人全員が担当する。全員違うジャンルの声であるため、曲に合わせてバリエーションが出ることを意図してメインボーカルを定めていない。ボーカル選びのときは大変なことは特になく、むしろパートを譲り合う関係である。
バンドの狙いとして、「自分たちだけの良さみたいなのは誰にも真似できない。そこをブラッシュアップしていくことで、取り柄になっていく。それが戦略的にいろんなパターンになり、そのうちのひとつを今やってる」と語っている。
2020年9月18日には、1st EP『ソーダ水はたいへん気持ちのよいものでした。』を発売した。
2023年1月30日、公式ホームページにて解散が発表。解散理由としては「それぞれの道に進むため」。その後新たな道として高村は2023年3月29日よりソロプロジェクト「sabio」を開始。上野も2023年4月26日にデジタルシングル「到来」をリリースしシンガーソングライターとして再始動。「YABI×YABI」も解散発表前から精力的に活動している。

## バンド名の由来
バンド名の「Cheers」が「応援する」意味でもあるように、「聴く人を笑顔に、元気に、応援する」という想いが込められている。
インタビューでは「写真を撮る時に使う言葉だが、聴いているお客さんが被写体で、カメラに写る写真がメインだと思うので、僕らが作る音楽でみなさんの笑顔を写真を撮る時のように笑顔にできたらなという想い」であると語られている。

## メンバー
| 人名                         | 演奏担当            | 生年月日              | その他 |
| ---------------------------- | ------------------- | --------------------- | --- |
| 上野正明 （うえの まさあき） | ボーカル ギター     | 1996年4月22日（29歳） | 東京都板橋区出身。グループのリーダー。インタビューなどで主に発言をリードする。影響を受けたアーティストは、ORANGE RANGE、ポルノグラフィティなど。                                                                              |
| 高村風太 （たかむら ふうた） | ボーカル キーボード | 1999年1月13日（26歳） | 北海道札幌市出身。グループ名の名付け親。ムードメーカー。DTMによるアレンジが得意。影響を受けたアーティストは、SMAP、岡村靖幸、小沢健二など。                                                                                   |
| Chie （ちえ）                | ボーカル ギター     | 1998年9月9日（26歳）  | 2人組バンド「YABI×YABI」、4人組ガールズバンド「CHIANZ」（チアンズ）としても活動。埼玉県出身。三味線やオカリナも演奏できる。ウクレレで世界大会に招請されたことがある。影響を受けたアーティストは、山崎まさよし、米津玄師など。 |
| 月川玲 （つきかわ れい）     | ボーカル ベース     | 1998年2月28日（27歳） | 2人組バンド「YABI×YABI」、4人組ガールズバンド「CHIANZ」（チアンズ）としても活動。フルートやリコーダーも演奏できる。影響を受けたアーティストは、レッド・ツェッペリン、イエスなど。                                             |

## ディスコグラフィ

### 配信シングル
|     | タイトル           | 発売日        | 備考 |
| --- | ------------------ | ------------- | --- |
| 1st | ABCがワカラナイ    | 2020年7月17日 | ミュージックビデオは、喜田葉大が監督を担当。                                                                      |
| 2nd | 恋はケ・セラ・セラ | 2020年8月14日 | 高村が3年かけて作った曲が元になっている。ミュージックビデオは、やまねこーへいが監督を担当し、雪見みとが出演した。 |
| 3rd | monologue          | 2021年4月7日  | ミュージックビデオは、山口祐果と軍司拓実が監督を担当。                                                            |
| 4th | Music Goes Round   | 2021年7月21日 | |
| 5th | 青いまま           | 2021年10月6日 | 事前告知はなく、ゲリラで公開された。                                                                              |

### その他
「SUPER HEIWA BOYS&GIRLS」名義時代の楽曲
- 今夜はBebop time
- Remember
- おはようサンシャイン・またねムーンライト
- Parents
- 恋はアブラカタブラ
- スーパーヘイワなメドレー - 2020年2月1日開催のぷらそにかのライブにて披露。

## タイアップ一覧
| 使用年 | 曲名            | タイアップ                                                   |
| ------ | --------------- | ------------------------------------------------------------ |
| 2020年 | ABCがワカラナイ | TBS系『CDTVサタデー』7月度エンディングテーマ                 |
| 2020年 | ABCがワカラナイ | 北海道放送『音ドキッ!』8月度オープニング曲                   |
| 2021年 | monologue       | MBS・TBS系ドラマイズム『ガールガンレディ』エンディング主題歌 |

## メディア出演

### WEBラジオ
- 「Hi Cheers!のバターラジオ」（ラジオ配信アプリAuDee） - 番外編として「Hi Cheers!のバターラジオ マーガリン編」をAuDee公開後にYouTubeにて公開。
  - 第1回〜第4回（2020年9月4日・11日・18日・25日）
  - 第5回〜第8回（2021年4月9日・16日・23日・30日）

### 雑誌連載
- 「チキチキ10分クッキング」 - 雑誌「B-PASS」（シンコーミュージック・エンタテイメント）2020年12月号より連載

## ライブ

### ワンマンライブ
- 大変気持ちがいいでShow!!（2021年6月25日、渋谷duo MUSIC EXCHANGE）[18]

### イベント
- THE BONDS 2021 “In the Future”（2021年4月15日、Music Club JANUS）[19]
- KNOCKOUT FES 2021 spring（2021年4月17日、下北沢）[20]
- かたこと1st mini album「UNITS」release tour「待ちぼうけていられないから君に会いに行くTOUR 2021」（2021年5月24日、アポロベイス）
- TOKYO CALLING 2021 shibuya （2021年9月20日）

## その他のエピソード
- バンド名の候補は、「ダダンダン」、「ザ・マヨネーズ」、「凸凹サーカス」などいくつかあった[4]。
- 初配信シングルを決める際、メンバーみんなでデモをあわせて30曲程度作成し、1st・2nd配信シングルを決めていった[11]。
- 月川の家へメンバーが泊まった翌朝、月川の両親がPCでその日のプレイリストを流していた（朝、昼、晩と毎日DJのようにかけている）。上野は「その音楽がおしゃれすぎる」と語っている[4]。
- 当面の目標は、日本武道館と両国国技館でワンマンライブをやることと、紅白歌合戦に2回出場することである[4]。